# Seon Power
Seon Power (Arima, 2 febbraio 1984) è un ex calciatore trinidadiano, di ruolo difensore.